# Kurnatowski

Wappen der Familie

Kurnatowski ist der Name eines polnischen Uradelsgeschlechts. Es taucht erstmals 1386 mit Nicolaus Starogrodzki auf Bytyń (preußischer Kreis Birnbaum) urkundlich auf. Der Name stammt von dem Gut Kunratowice, urkundlich 1448 im Familienbesitz. Ursprünglich lautete der Name daher Kunratowski; die Namensform Kurnatowski festigte sich erst im 16. Jahrhundert. Die Zugehörigkeit zum polnischen Uradel ergibt sich aus der Zugehörigkeit zum Wappengeschlecht Łodzia. Mit dem Wappennamen und den Beinamen aufgrund der frühesten wichtigen Besitzungen lautet der vollständige Familienname ursprünglich in polnischer Sprache Łodzia z Bytynia Kurnatowski. Seit dem 15. Jahrhundert sind im Polnischen die Beinamen, die bis dahin mit dem Besitz wechselten, beibehalten oder sogar als hauptsächlicher Familienname vererbt worden. Der letzte dokumentierte Namensträger mit der Schreibweise Kunratowski ist Świętosław Łodzia z Bytynia-Kunratowski, der als Besitzer des Gutes Kunratowice vor dem Burggericht Posen (Poznań) auftrat.
Die Kurnatowskis waren Politiker, Künstler, Militärs, kalvinistische Geistliche und Kammerherren.
Sie hatten extensiven Landbesitz, der jedoch während des Zweiten Weltkrieges, besonders aber danach konfisziert wurde.
Das Geschlecht gliederte sich im 17. Jahrhundert in drei Linien (Kurnatowice – dazu gehört der litauische Ast –, Wola und Pożarowo). Durch die Teilungen Polens 1772, 1793 und 1795 wurde ein Teil der Familie preußisch. Dieser wurde in Preußen zum einheimischen Adel gezählt. Ab ca. 1864 bildete ein Teil der Familie einen russischen Zweig, der dort als adelig anerkannt wurde. Darin wird bestätigt, dass die Adelswürde des Geschlechts von Kurnatowski laut Ukas des Departements für Heraldik des Regierenden Senates vom 19. Dezember 1850 unter der Nr. 10.070 im zweiten Teil des Geschlechtsregisters eingetragen ist.
Standeserhöhungen: 1902 Primogenitur/Erhebung in den Römischen Grafenstand des Sigismund von Kurnatowski, Gutsbesitzer und preußischer Kammerherr, durch Papst Leo XIII. 1916 Erhebung in den russischen Grafenstand des Eryk z Bytynia Kurnatowski, Gutsbesitzer und bis 1939 Senator in Warschau, durch Zar Nikolaus II.

## Personen
- Zygmunt Kurnatowski (* 1778 in Pożarów (Woiwodschaft Lublin); † 1858 in Warschau), polnischer General, Adjutant von Napoleon Bonaparte, Teilnehmer am Novemberaufstand und am polnisch-russischen Krieg von 1831.
- Bogislaw Christian Karl von Kurnatowski (1754–1826), königlich preußischer Generalmajor und zuletzt Kommandant der Festung Königsberg
- Carl Andreas von Kurnatowski (* um 1763 in Miąskowo; † 10. November 1829 in Posen), preußischer Husarenoberst und Träger eines der ersten eisernen Kreuze (gestiftet am 10. März 1813 von König Friedrich Wilhelm III.), verliehen am 18. Mai 1813 von König Friedrich Wilhelm III.
- Carl von Kurnatowski (* um 1765; † 5. Oktober 1826 in Königsberg in Pr.), preußischer Generalmajor, Kommandeur des 1. Infanterieregiments und Kommandant von Königsberg, Ritter des russischen St. Annen-Ordens.
- Wilhelm Friedrich von Kurnatowski († 1836), deutscher Landrat d. Kreises Birnbaum (1820–1834)[12][13]
- Eryk Kurnatowski (* 8. Oktober 1883 in Kolwica; † 23. Februar 1975 in Warschau), polnischer Senator, Träger des russischen Grafentitels. Er gründete Polens erste Pferdezucht auf seinem Gut in Łochów.
- Konstantin von  Kurnatowski (* 1878 in Birze; † 1968 in Deutschland). Nachkomme einer Linie verdienter calvinistischer Geistlicher, Pastor in Kielmy, Professor der Theologie an der Universität Kowno, Dr. phil. Dr. h. c., später Generalsuperintendent der Litauischen Brüder und von 1938 bis 1940 der Polnischen Reformierten Kirche.
- Stanislaus von Kurnatowski (* 1823; † 1912), Rittergutsbesitzer und Mitglied des Deutschen Reichstags.
- Wolf-Dietrich von Kurnatowski (* 1908; † 1972), Dr. jur., Konsistorialrat, später Regierungsrat, Kirchenrechtler und Pfarrer der Christengemeinschaft, Genealoge des Geschlechts Kurnatowski.

## Wappen
Das Wappen entspricht dem des Stammes Łodzia: In Rot ein goldener Kahn mit vier Planken und hochgezogenen Spitzen. Auf dem Helm mit einer fünfzackigen Krone stehen fünf mit dem Kahn belegte natürliche Pfauenfedern. Die Stadt Łodź wurde als Dorf Łodzia erstmals 1332 urkundlich erwähnt und hat ebenfalls einen Kahn mit hochgezogenen Spitzen, allerdings mit einem Ruder versehen, im Wappen.